# Urzeala tronurilor
Urzeala tronurilor (1996) (titlu original A Game of Thrones) este prima carte din seria Cântec de gheață și foc, o epopee fantastică scrisă de George R. R. Martin. Romanul, publicat pe 6 august 1996, a câștigat premiul Locus în 1997 și a fost nominalizat în 1998 pentru Premiul Nebula și pentru premiul World Fantasy în 1997. Nuvela Blood of the Dragon (Sângele dragonului), care cuprinde capitolele despre Daenerys Targaryen ale romanului, a câștigat în 1997 premiul Hugo pentru "Cea mai bună nuvelă".
Numele romanului a fost dat ulterior jocurilor derivate din el, printre care unul cu cărți, unul cu pioni și unul pe calculator. În noiembrie 2009, HBO a filmat episodul pilot al ecranizării cărții.
Cartea a apărut în limba română în anul 2007 în ediție paperback și în 2011 în format hardcover.

## Intriga
Urzeala tronurilor urmărește simultan trei acțiuni principale.

### În Cele Șapte Regate
Lordul Eddard Stark este patriarhul Casei Stark, una dintre principalele case nobile din Cele Șapte Regate din Westeros, și conducătorul Nordului. Lângă cetatea Winterfell, copiii lui Eddard descoperă un lup străvechi mort, ai cărui pui au supraviețuit. Acest animal fiind simbolul Casei Stark, Eddard permite fiecăruia din cei șase copii ai săi să păstreze unul, ca animal de companie.
Regele Robert Baratheon călătorește la Winterfell cu familia pentru a-i cere vechiului său prieten, Eddard, să devină Mâna Regelui, primul sfetnic și conducătorul militar al ținutului. Precedenta Mână, Lordul Jon Arryn, murise de curând. Soția lui Eddard, Catelyn Stark, primește o scrisoare de la sora ei, Lysa Arryn, în care se spune că moartea lui Jon Arryn a fost pusă la cale de regina Cersei Lannister și de puternica ei familie, Casa Lannister. Deși ezită să își părăsească îndatoririle și familia, Eddard este convins de soția lui să accepte postul, pentru a investiga moartea cumnatului său, Jon Arryn.
Fiul mijlociu al lui Eddard, Bran Stark, îi surprinde pe regina Cersei și pe fratele ei geamăn, Jaime Lannister, în timp ce fac dragoste. Pentru a păstra secretă aventura lor amoroasă, Jamie îl aruncă pe băiat pe fereastra turnului în care se aflau. În mod surprinzător, Bran supraviețuiește, dar este în comă și schilodit pe viață. Deoarece Bran obișnuia să se cațere pe ziduri și pe pereții turnurilor, nimeni nu bănuiește nimic, crezând că băiatul a căzut accidental.
Lordul Eddard călătorește spre sud, către capitala regatului, Debarcaderul Regelui, însoțind anturajul regelui și luând-și împreună cu el fetele, pe Sansa și pe Arya. Sansa, care are 14 ani, vrea să devină o adevărată doamnă, promițându-i-se că va deveni soția fiului de doisprezece ani al regelui, Joffrey. Însă tânăra Arya este băiețoasă și preferă compania servitorilor și a gardienilor. Un incident petrecut între Arya și Joffrey duce la executarea pe nedrept a lupului Sansei, dând prima măsură a cruzimii psihopate a moștenitorului tronului. Deși nu dorește asta, Arya își alungă lupul, pentru a nu avea aceeași soartă. La Debarcaderul Regelui, Eddard descoperă că Arya a adus cu ea, pe furiș, o sabie numită Acul. Resemnat cu gândul că nu va deveni niciodată o adevărată doamnă, el angajează un maestru spadasin să o antreneze.
Catelyn oprește o încercare de asasinare a lui Bran, petrecută în timp ce acesta e în comă, lucru care dovedește că acesta nu suferise, de fapt, un accident. Ea călătorește pe ascuns la Debarcaderul Regelui pentru a-i spune soțului ei noutățile și a-i arăta pumnalul folosit de asasin. Ajunsă acolo, prietenul ei din copilărie, Petyr Baelish, cunoscut sub numele de Degețel, descoperă că pumnalul îi aparține fratelui lui Cersei, Tyrion Lannister, un om bolnav de nanism care e supranumit Pezevenghiul. Pe drumul spre casă, Catelyn se intersectează cu Tyrion și îl capturează, ducându-l la Eyrie, unde sora ei, Lysa, îl judecă și vrea să îl execute. Rămas fără opțiuni, Tyrion cere să fie judecat prin luptă și își obține libertatea atunci când companionul său câștigă duelul.
La Debarcaderul Regelui, Eddard se ocupă de îndatoririle sale, investigând în paralel moartea Mâinii precedente. Regele Robert este interesat doar de băutură și distracție, așa încât organizează un turnir în cinstea noii Mâini. Mergând pe urmele lui Jon Arryn, Eddard află secretul care l-a ucis pe acesta: cei trei copii ai lui Robert și Cersei îl aveau ca tată pe Jaime Lannister, fiind, deci nelegitimi. Eddard îi oferă lui Cersei șansa de a fugi, dar ea refuză. Înainte de a fi informat despre descoperire, Regele Robert este omorât de un mistreț în timpul unei vânători, un accident pus pe seama stării sale de ebrietate. Fratele mai tânăr al lui Robert, Renly Baratheon, propune ca Eddard să se folosească de forțele lor combinate și să îi îndepărteze pe Cersei și pe copiii ei, înainte ca Lannisterii să poate reacționa. Eddard refuză, considerând un asemenea act lipsit de onoare. În schimb, îl angajează pe Degețel să o aresteze pe Cersei folosind garda cetății, urmând să o judece a doua zi. Degețel îl trădează și cumpără de la Cersei căpitănia gărzii, luându-l prizonier pe Eddard înainte ca acesta să apuce să anunțe public fărădelegile reginei. Garda lui Eddard este ucisă, Sansa este luată prizonieră, dar Arya reușește să fugă din castel cu ajutorul instructorului ei. Trăsăturile Aryei, nepotrivite vieții la curtea regală, o fac aptă să se ascundă și să supraviețuiască în mahalalele cetății.
Joffrey este încoronat rege, iar Cersei îl convinge pe Eddard să semneze un act în care recunoaște că l-a trădat pe rege. El face acest gest pentru a salva viața fiicelor lui și în schimbul promisiunii că va fi exilat în Rondul de Noapte. Dornic să își demonstreze puterea, regele Joffrey își sfidează mama și îl execută public pe Eddard. Sansa este obligată să urmărească decapitarea tatălui ei, la fel cum face și Arya, din mulțime. Înainte de reacționa fără să gândească, Arya este scoasă din oraș de Yoren, un membru al Rondului de Noapte care aduna noi recruți.
Astfel începe un război civil, cunoscut ulterior ca Războiul celor Cinci Regi. Sub pretextul răzbunării pentru capturarea fiului său, Tyrion, lordul Tywin Lannister pornește un război împotriva Casei Tully, familia Catelynei Stark și a Lysei Arryn. Robb Stark conduce armata nordicilor în Riverlands pentru a-l ajuta pe lordul Hoster Tully și a răzbuna moartea tatălui său. Asediul Riverrunului este condus de Jamie Lannister, în timp ce lordul Tywin își ține armata în sudul râului Trident, pentru a-l împiedica pe Robb să avanseze către Debarcaderul Regelui. Cu o mișcare îndrăzneață, Robb își desparte cavaleria și infanteria, prima trimițând-o spre Riverrun, iar a doua spre armata lui Tywin. Tywin, căruia i se alătură eliberatul Tyrion, respinge pedestrimea lui Robb, dar descoperă prea târziu că aceasta era doar o momeală. Curând după aceea, forțele lui Robb surprind și distrug armata Lannister campată în fața Riverrunului, capturându-l pe Jaime. Tywin se retrage în castelul Harrenhal. Cu viața lui Jaime în mâinile îndureratei familii Stark, Tywin este înfuriat că fiica lui, Cersei, nu l-a putut struni pe regele Joffrey. Demonstrându-și puterea pe care o deține asupra copiilor săi, lordul Tywin îi ordonă lui Tyrion să devină Mâna Regelui și să întărească controlul Casei Lannister asupra Debarcaderului Regelui.
Renly Baratheon proclamă nelegitimitatea lui Joffrey și se declară Rege de Westeros, devenind al doilea din războiul celor cinci regi. Robb Stark devine al treilea, atunci când cei din casele Stark și Tully îl proclamă Rege al Nordului.

Coperta romanului Urzeala tronurilor, editura Nemira

### Pe Zid
Frontiera nordică a Celor Șapte Regate este fortificată cu un Zid, o veche barieră de gheață care se întinde pe 300 de mile și are 700 de picioare înălțime. Ea este administrată de frăția Rondului de Noapte. În ținuturile fără legi de la nordul Zidului, membrii unei mici patrule de Cercetași descoperă ființe de legendă, fiind uciși cu toții în afara unuia. Înnebunit, supraviețuitorul fuge la sud de Zid, unde e capturat și executat ca dezertor.
Jon Snow, bastardul lordului Eddard Stark, se simte tot mai nesigur privind viitorul său în Casa Stark. Încurajat de unchiul său, Benjen Stark, Primul Cercetaș al Rondului de Noapte, Jon decide să se alăture frăției. La Zid, Jon simte la început dispreț față de colegii lui recruți, majoritatea fiind criminali exilați la Zid ca alternativă la închisoare sau execuție. În cele din urmă, renunță la prejudecăți, unește recruții împotriva instructorului lor sadic și îl protejează pe fricosul, dar bunul la suflet, Samwell Tarly. Jon speră ca abilitățile sale de luptă superioare să îl ajute să se alăture Cercetașilor, armata frăției. Spre dezamăgirea sa, primește misiunea de a deveni servitorul Lordului Comandant al Rondului, Jeor Mormont, dar descoperă că această slujbă îl pregătește pentru a fi conducător. El aranjează ca prietenul său, Sam, să devină servitorul bătrânului Maester Aemon, o slujbă perfectă pentru educația superioară a lui Sam și pentru lipsa lui de abilități fizice.
Doi oameni morți sunt readuși de dincolo de Zid, cadavrele lor fiind reanimate noaptea ca războinici. Imuni la rănile făcute de sabie, ei omoară șase oameni. Unul dintre ei este făcut bucăți de o duzină de frați, în timp ce Jon îl salvează pe Lordul Comandant Mormont distrugându-l singur pe al doilea cu ajutorul focului. În semn de recunoștință, Mormont îi dă lui Jon prețioasa sa sabie din oțel valyrian, Gheara Lungă.
Aflând despre moartea tatălui său, Jon se furișează de pe Zid, pentru a-l ajuta pe fratele lui vitreg, Robb, în războiul împotriva Lannisterilor. Prietenii săi din frăție îl prind și îl conving să se întoarcă înainte ca dezertarea sa să fie observată (act pedepsit cu moartea). Mormont îi arată lui Jon că locul său este în frăție și că războiul pentru tron nu se compară cu răul pe care iarna îl va aduce asupra lor dinspre nord.

### În Est
Dincolo de mare, în Orașul Liber Pentos, Viserys Targaryen trăiește în exil alături de sora sa de treisprezece ani, Daenerys. El este fiul și singurul supraviețuitor de gen masculin al regelui asasinat Aerys II, uzurpat de regele Robert. Viserys a aranjat căsătoria surorii sale cu Khal Drogo, conducătorul unui grup nomad de războinici călăreți Dothraki. Viserys plănuiește să folosească armata lui Drogo pentru a revendica Tronul de Fier din Westeros pentru Casa Targaryen. Printre darurile de nuntă se află și trei ouă pietrificate de dragon, artefacte rare considerate extrem de valoroase dar inutile, ținând cont că dragonii au fost exterminați de secole. Un cavaler exilat din Westeros, Ser Jorah Mormont, i se alătură lui Viserys pe post de sfetnic.
În mod neașteptat, Daenerys găsește încredere și iubire la soțul ei barbar, concepând împreună un copil despre care profețiile spun că îi va uni și îi va conduce pe Dothraki. Drogo nu se arată interesat de cucerirea Westerosului, ceea ce îl determină pe temperamentalul Viserys să-și lovească sora. În primă fază, Drogo se mulțumește să pedepsească izbuncnirea lui Viserys cu o umilire în public. Dar când Viserys o amenință public pe Daenerys, Drogo îl execută turnându-i aur topit pe cap, dându-i astfel în mod simbolic "coroana" pe care și-o dorea. Ca ultim moștenitor Targaryen, Daenerys preia rolul fratelui ei, urmărind revendicarea tronului din Westeros.
Un asasin care dorește să obțină favoruri de la regele Robert încearcă fără succes să-i otrăvească pe Daenerys și pe copilul ei nenăscut. Înfuriat, Drogo își dă acordul să invadeze Westeros pentru a se răzbuna. În timp ce pradă satele pentru a pune bazele invaziei, Drogo este rănit. Rana se infectează, așa încât Daenerys cere unei maegi captive să folosească magia sângelui pentru a-l salva. Trădătoarea maegi sacrifică pruncul nenăscut al lui Daenerys pentru a da forță vrăjii, menținându-l pe Drogo în viață, dar într-o stare de legumă. Pe măsură ce hoarda Dothraki rămasă fără lider se destramă, lui Danaerys i se face milă de soțul ei și îl sufocă. Dornică de răzbunare, o leagă pe maegi de rugul funerar al lui Drogo. Privind cum arde rugul, Daenerys este vrăjită de frumusețea flăcărilor și pășește în infernul lor, ducând cu ea cele trei ouă de dragon. Când focul se stinge, ea apare cu arsuri grave, dar in viata , având alături trei pui de dragon nou-născuți. Uluiți, puținii Dothraki rămași și Ser Jorah îi jură credință. Fiind primul khal feminin și mamă a singurilor dragoni cunoscuți din lume, Daenerys este hotărâtă să ridice o armată cu care să revendice tronul din Westeros.

## Personaje
Fiecare capitol se concentrează asupra unui personaj, prin intermediul căruia relatează acțiunea. Fiecare capitol poartă numele personajului prin prisma căruia e relatată acțiunea (de ex. "Bran," "Catelyn," "Daenerys"), aceasta sărind înainte și înapoi între personajele principale.
Acțunea din Urzeala tronurilor este povestită din perspectiva a 8 personaje și a unui prolog în care apare un alt personaj.
- Prolog: Will, un om al Rondului de Noapte.
- Lordul Eddard Stark (Sean Bean), Paznic al Nordului și Lord de Winterfell, Mână a Regelui.
- Lady Catelyn Stark (Michelle Farley), din Casa Tully, soția lui Eddard Stark.
- Sansa Stark (Sophie Turner), fiica vârstnică a lui Eddard și Catelyn Stark.
- Arya Stark (Maisie Williams), fiica mai tânără a lui Eddard și Catelyn Stark.
- Bran Stark (Isaac Hempstead-Wright), fiul mijlociu al lui Eddard și Catelyn Stark.
- Jon Snow (Kit Harington), bastardul lui Eddard Stark (a.k.a. Aegon Targaryen)
- Tyrion Lannister (Peter Dinklage), un pitic, fratele reginei Cersei și fiul lordului Tywin Lannister.
- Prințesa Daenerys Targaryen (Emilia Clarke), Născută din Furtună, prințesa Pietrei Dragonului și moștenitoarea tronului Targaryen după fratele ei mai vârstnic, Viserys Targaryen.

```
*'"Sir Loras Tyrell"',a fost in turneu impotriva lui Gregor Clegane in finala si a castigat. A fost ucis prin voia Reginei Cersei Lannister.
```

- '"Muntele/Gregor Clegane'",este mana dreapta a Reginei Cersei Lannister. El este cam tolomac.

## Adaptări
Urzeala tronurilor și romanele ulterioare ale seriei Cântec de gheață și foc au fost adaptate într-un serial de televiziune de la HBO, în benzi desenate, cărți de joc, jocuri pe tablă sau video. Producătorii serialului HBO au hotărât că vor fi filmate doar șapte sezoane. George R. R. Martin se gândește și la o adaptare cinematografică a seriei Cântec de gheață și foc sau/și a seriei de romane „Tales of Dunk and Egg“.

## Traduceri în limba română
- 2007 - Urzeala tronurilor (2 vol.), ed. Nemira, colecția "Nautilus", traducere Silviu Genescu, 1216 pag., ISBN 978-973-143-062-1
- 2011 - Urzeala tronurilor (cartonată), ed. Nemira, colecția "Nautilus", traducere Silviu Genescu, 996 pag., ISBN 978-606-579-211-1
- 2013 - Urzeala tronurilor (2 vol.), ed. Nemira, colecția "Nautilus", traducere Silviu Genescu, 888 pag., ISBN 978-606-579-611-9

## Semnificație literară și critici
- Pelletier, J. K. "FantasyBookNews.com"
- Wagner, T. M.. "SF Reviews.Net"
- Seidman, James. "SF Site"
- Silver, Steven H.. "SFF World" Arhivat în 14 mai 2011, la Wayback Machine.

## Premii și nominalizări
- premiul Locus – "Cel mai bun roman (fantasy)" (căștigător) – (1997)
- premiul World Fantasy – "Cel mai bun roman" (nominalizare) – (1997)
- premiul Hugo – "Cea mai bună nuvelă" pentru Blood of the Dragon (căștigător) – (1997)
- premiul Nebula – "Cel mai bun roman" (nominalizare) – (1997)
- premiul Ignotus – "Cel mai bun roman (străin)" (căștigător) – (2003)

## Vezi și
- The Shannara Chronicles